# Національний парк Катінбау
Національний парк Катінбау або Серра-ду-Катінбау (порт. Parque Nacional da Serra do Catimbau), інколи пишеться Катімбау — національний парк в бразильському штаті Пернамбуку.
Парк має виключну важливість з двох причин. По-перше, тут розташована одна з найважливіших археологічних ділянок у країні, що містить 28 печер із доісторичними наскельними малюнками та знаряддям віком близько 6 тис. років. По-друге, у парку зберігається одна з найбільших недоторканих ділянок каатинги, унікального для Бразилії біому.
| Бразилія | Це незавершена стаття з географії Бразилії. Ви можете допомогти проєкту, виправивши або дописавши її. |